# Кудо-кай
Кудо-кай (яп. 工藤會 кудо:кай, также пишется 工藤会) — преступная группировка в японской мафии якудза, базирующаяся в городе Китакюсю, остров Кюсю. Кудо-кай насчитывает около 630 активных членов (по состоянию на 2010 год).

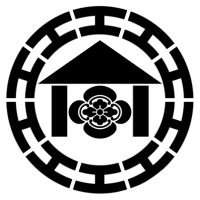
Даймон Кудо-кай

Кудо-кай — крупнейшая группировка в Китакюсю, известная своей крайней воинственностью, применением пулемётов и гранат в своих актах, непримиримостью с полицией. Национальное полицейское агентство Японии характеризует Кудо-кай как «особо гнусную группировку». 
В марте 1988 года во время вражды группировки с китайским мафиозным синдикатом, пытавшемся войти в сферу интересов Кудо-кай в Китакюсю, члены группировки напали на Генеральное консульство КНР в Фукуоке, не имевшее никакого отношения к конфликту.
Кудо-кай является ведущим членом враждебной группировке Ямагути-гуми братской федерации Ёнса-кай, в которую также входят Тайсю-кай, Додзин-кай и Кумамото-кай (из города Кумамото). До присоединения последней в 2005 году федерация была известна как Санса-кай.
К основным сферам деятельности группировки Кудо-кай относятся рэкет, незаконный оборот наркотиков, строительный бизнес, а также легальное предпринимательство и торговля.      
В 2016 в составе Кудо-кай находилось около 420 членов.       
В феврале 2018 года полиция префектуры Фукуока пыталась уговорить членов преступной группы уйти из организации. Покинувшим была обещана помощь в трудоустройстве и полное обеспечение защиты свидетелей.
24 августа 2021 года суд японского города Фукуока приговорил главаря Кудо-кай к смертной казни через повешение.